# Moulton (Texas)
Moulton és una població dels Estats Units a l'estat de Texas. Segons el cens del 2000 tenia 944 habitants.

## Demografia
Segons el cens del 2000, Moulton tenia 944 habitants, 383 habitatges, i 243 famílies. La densitat de població era de 444,5 habitants/km².
Dels 383 habitatges en un 30% hi vivien nens de menys de 18 anys, en un 52,5% hi vivien parelles casades, en un 9,1% dones solteres, i en un 36,3% no eren unitats familiars. En el 32,9% dels habitatges hi vivien persones soles el 24% de les quals corresponia a persones de 65 anys o més que vivien soles. El nombre mitjà de persones vivint en cada habitatge era de 2,31 i el nombre mitjà de persones que vivien en cada família era de 2,97.
Per edats la població es repartia de la següent manera: un 23,3% tenia menys de 18 anys, un 6,8% entre 18 i 24, un 22,5% entre 25 i 44, un 19,8% de 45 a 60 i un 27,6% 65 anys o més.
L'edat mediana era de 43 anys. Per cada 100 dones de 18 o més anys hi havia 79,2 homes.
La renda mediana per habitatge era de 27.865 $ i la renda mediana per família de 34.688 $. Els homes tenien una renda mediana de 23.125 $ mentre que les dones 18.971 $. La renda per capita de la població era de 16.284 $. Aproximadament el 7,7% de les famílies i el 13,8% de la població estaven per davall del llindar de pobresa.

## Poblacions més properes
El següent diagrama mostra les poblacions més properes.